# Deutsche Buddhistische Union
La Deutsche Buddhistische Union (Unione Buddista Tedesca), abbreviazione di Deutsche Buddhistische Union e. V. - Buddhistische Religionsgemeinschaft (Unione Buddista Tedesca e. V. - Comunità religiosa buddista), nota anche come DBU, è un'organizzazione ombrello che riunisce diverse tradizioni del buddismo in Germania. 
La DBU fu fondata nel 1955 col nome di Deutsche Buddhistische Gesellschaft (Società Buddista Tedesca) e contava 43 membri all'epoca. al febbraio 2023 era composta da 65 comunità.
I membri della DBU sono gruppi e organizzazioni buddiste delle varie tradizioni dottrinali. Le persone fisiche possono diventare membri individuali della Buddhistischen Gemeinschaft der DBU (BG) (Comunità buddista subordinata della DBU), che è anche uno dei gruppi più grandi con oltre 4.200 membri. 
Dal 2003 la DBU pubblica la rivista trimestrale Buddhismus Aktuell. La sede è a Monaco.

## Struttura
I delegati delle comunità aderenti si riuniscono una volta all'anno, l'ultimo fine settimana di giugno. Ogni tre anni viene eletto un consiglio di undici persone, che a sua volta nomina al suo interno un consiglio di tre membri. Dal 2023 il consiglio è composto da Nils Clausen, Anna Karolina Brychcy e Claus Herboth. Le attività della DBU si svolgono all'interno di gruppi di lavoro. Il presidente onorario della DBU è stato Max Glashoff. Gli attuali presidenti onorari sono Alfred Weil, Vajramala e Sylvia Wetzel.
L'Unione Buddista Tedesca è un membro fondatore dell'Unione buddista europea e dal 1961 è membro e centro regionale della World Fellowship of Buddhists (WFB).
L'Ordine buddista tedesco (DBO) è affiliato alla DBU.

## Obbiettivi
L'Unione Buddista Tedesca si è posta i seguenti obiettivi:
- sostenere lo sviluppo del buddismo autentico in Germania;
- formare una piattaforma di scambio tra gruppi buddisti, in particolare tra le diverse tradizioni buddiste;
- essere un punto di contatto e un rappresentante del buddismo nel dialogo interreligioso e presentare il buddismo al pubblico attraverso eventi, seminari, corsi e materiale informativo;
- essere un centro di informazione neutrale sul buddismo.

## Confessione buddista
I gruppi e i singoli membri della DBU condividono la confessione buddista, che nel 1984 è entrata a far parte degli statuti come preambolo. Quest'ultima fu rivista dall'Assemblea generale del 2004 dopo un'intensa discussione al termine della quale la versione modificata fu adottata con una sola astensione e nessun voto contrario. Un gruppo buddista che desidera diventare membro dell'Unione Buddista Tedesca deve riconoscere il testo della confessione buddista della DBU come vincolante.